# Calcio ai Giochi della XXXII Olimpiade - Convocazioni al torneo femminile
Questa pagina contiene un elenco di tutte le calciatrici convocate al torneo femminile di calcio dei Giochi olimpici estivi 2020.
Il torneo femminile di calcio non ha restrizioni sull'età delle partecipanti. La rosa di ciascuna squadra deve essere composta da 18 componenti, dei quali almeno due devono avere il ruolo di portiere. Ciascuna squadra può avere un massimo di quattro calciatrici come riserva, nel caso di sostituzione per infortunio o causa di forza maggiore. All'inizio di luglio 2021 il CIO decise di estendere le rose delle squadre di calcio da 18 a 22 atlete, di fatto accorpando alla rosa le quattro riserve.

## Gruppo E

### Canada
Selezionatrice:  Bev Priestman
La lista delle convocate per il Canada è stata comunicata ufficialmente il 23 giugno 2021.
| N. | Pos. | Giocatore              | Data nascita (età)         | Pres. | Reti | Squadra             |
| -- | ---- | ---------------------- | -------------------------- | ----- | ---- | ------------------- |
| 1  | P    | Stephanie Labbé        | 10 ottobre 1986 (34 anni)  | 73    | 0    | Rosengård           |
| 2  | D    | Allysha Chapman        | 25 gennaio 1989 (32 anni)  | 79    | 1    | Houston Dash        |
| 3  | D    | Kadeisha Buchanan      | 5 novembre 1995 (25 anni)  | 103   | 4    | Olympique Lione     |
| 4  | D    | Shelina Zadorsky       | 24 agosto 1992 (28 anni)   | 72    | 2    | Tottenham           |
| 5  | C    | Quinn                  | 11 agosto 1995 (25 anni)   | 63    | 5    | OL Reign            |
| 6  | A    | Deanne Rose            | 3 marzo 1999 (22 anni)     | 55    | 10   | Florida Gators      |
| 7  | C    | Julia Grosso           | 29 agosto 2000 (20 anni)   | 24    | 0    | Texas Longhorns     |
| 8  | D    | Jayde Riviere          | 22 gennaio 2001 (20 anni)  | 21    | 1    | Michigan Wolverines |
| 9  | A    | Adriana Leon           | 2 ottobre 1992 (28 anni)   | 71    | 19   | West Ham            |
| 10 | D    | Ashley Lawrence        | 11 giugno 1995 (26 anni)   | 95    | 7    | Paris Saint-Germain |
| 11 | C    | Desiree Scott          | 31 luglio 1987 (33 anni)   | 161   | 0    | Kansas City NWSL    |
| 12 | A    | Christine Sinclair (c) | 12 giugno 1983 (38 anni)   | 299   | 186  | Portland Thorns     |
| 13 | A    | Evelyne Viens          | 6 febbraio 1997 (24 anni)  | 7     | 2    | NJ/NY Gotham        |
| 14 | D    | Vanessa Gilles         | 11 marzo 1996 (25 anni)    | 8     | 0    | Bordeaux            |
| 15 | A    | Nichelle Prince        | 19 febbraio 1995 (26 anni) | 66    | 12   | Houston Dash        |
| 16 | A    | Janine Beckie          | 20 agosto 1994 (26 anni)   | 75    | 31   | Manchester City     |
| 17 | C    | Jessie Fleming         | 11 marzo 1998 (23 anni)    | 84    | 11   | Chelsea             |
| 18 | P    | Kailen Sheridan        | 16 luglio 1995 (26 anni)   | 10    | 0    | NJ/NY Gotham        |
| 19 | A    | Jordyn Huitema         | 8 maggio 2001 (20 anni)    | 37    | 13   | Paris Saint-Germain |
| 20 | C    | Sophie Schmidt         | 28 giugno 1988 (33 anni)   | 205   | 19   | Houston Dash        |
| 21 | D    | Gabrielle Carle        | 12 ottobre 1998 (22 anni)  | 25    | 1    | FSU Seminoles       |
| 22 | P    | Erin McLeod            | 26 febbraio 1983 (38 anni) | 118   | 0    | Orlando Pride       |

### Cile
Selezionatore: José Letelier
La lista delle convocate per il Cile è stata comunicata ufficialmente il 2 luglio 2021.
| N. | Pos. | Giocatore          | Data nascita (età)         | Pres. | Reti | Squadra              |
| -- | ---- | ------------------ | -------------------------- | ----- | ---- | -------------------- |
| 1  | P    | Christiane Endler  | 23 luglio 1991 (29 anni)   | 80    | 0    | Olympique Lione      |
| 2  | C    | Yastin Jiménez     | 17 ottobre 2000 (20 anni)  | 2     | 0    | Colo-Colo            |
| 3  | D    | Carla Guerrero     | 23 dicembre 1987 (33 anni) | 71    | 5    | Universidad de Chile |
| 4  | C    | Francisca Lara     | 29 luglio 1990 (30 anni)   | 71    | 20   | Le Havre             |
| 5  | D    | Fernanda Ramírez   | 30 agosto 1992 (28 anni)   | 1     | 0    | Universidad de Chile |
| 6  | C    | Nayadet López      | 5 agosto 1994 (26 anni)    | 4     | 0    | Santa Teresa         |
| 7  | A    | Yenny Acuña        | 24 marzo 2000 (21 anni)    | 3     | 0    | Santiago Morning     |
| 8  | C    | Karen Araya        | 16 ottobre 1990 (30 anni)  | 67    | 7    | Santiago Morning     |
| 9  | A    | María José Urrutia | 17 dicembre 1993 (27 anni) | 22    | 2    | Colo-Colo            |
| 10 | C    | Yanara Aedo        | 5 agosto 1993 (27 anni)    | 70    | 10   | Rayo Vallecano       |
| 11 | C    | Yessenia López     | 20 ottobre 1990 (30 anni)  | 40    | 5    | Universidad de Chile |
| 12 | P    | Natalia Campos     | 12 gennaio 1992 (29 anni)  | 9     | 0    | Universidad de Chile |
| 13 | A    | Fernanda Pinilla   | 6 novembre 1993 (27 anni)  | 19    | 0    | Universidad de Chile |
| 14 | D    | Daniela Pardo      | 9 maggio 1988 (33 anni)    | 35    | 3    | Santiago Morning     |
| 15 | A    | Daniela Zamora     | 13 novembre 1990 (30 anni) | 51    | 5    | Djurgården           |
| 16 | A    | Rosario Balmaceda  | 23 marzo 1999 (22 anni)    | 17    | 0    | Santiago Morning     |
| 17 | D    | Javiera Toro       | 22 aprile 1998 (23 anni)   | 17    | 0    | Siviglia             |
| 18 | D    | Camila Sáez        | 17 ottobre 1994 (26 anni)  | 62    | 8    | Rayo Vallecano       |
| 19 | A    | Javiera Grez       | 11 luglio 2000 (21 anni)   | 14    | 2    | Colo-Colo            |
| 20 | C    | Francisca Mardones | 24 marzo 1989 (32 anni)    | 39    | 1    | Santiago Morning     |
| 21 | D    | Valentina Díaz     | 30 marzo 2001 (20 anni)    | 4     | 0    | Colo-Colo            |
| 22 | P    | Antonia Canales    | 16 ottobre 2002 (18 anni)  | 0     | 0    | Univ. Católica       |

### Giappone
Selezionatrice: Asako Takakura
La lista delle convocate per il Giappone è stata comunicata ufficialmente il 18 giugno 2021.
| N. | Pos. | Giocatore        | Data nascita (età)          | Pres. | Reti | Squadra            |
| -- | ---- | ---------------- | --------------------------- | ----- | ---- | ------------------ |
| 1  | P    | Sakiko Ikeda     | 8 settembre 1992 (28 anni)  | 18    | 0    | Urawa Reds         |
| 2  | D    | Risa Shimizu     | 15 giugno 1996 (25 anni)    | 38    | 1    | Tokyo Verdy Beleza |
| 3  | D    | Saori Takarada   | 27 dicembre 1999 (21 anni)  | 8     | 1    | Washington Spirit  |
| 4  | D    | Saki Kumagai     | 17 ottobre 1990 (30 anni)   | 115   | 1    | Bayern Monaco      |
| 5  | D    | Moeka Minami     | 7 dicembre 1998 (22 anni)   | 16    | 1    | Urawa Reds         |
| 6  | C    | Hina Sugita      | 31 gennaio 1997 (24 anni)   | 24    | 2    | INAC Kobe Leonessa |
| 7  | C    | Emi Nakajima     | 27 settembre 1990 (30 anni) | 86    | 14   | INAC Kobe Leonessa |
| 8  | C    | Narumi Miura     | 3 luglio 1997 (24 anni)     | 25    | 1    | Tokyo Verdy Beleza |
| 9  | A    | Yuika Sugasawa   | 5 ottobre 1990 (30 anni)    | 76    | 24   | Urawa Reds         |
| 10 | A    | Mana Iwabuchi    | 18 marzo 1993 (28 anni)     | 78    | 36   | Arsenal            |
| 11 | A    | Mina Tanaka      | 28 aprile 1994 (27 anni)    | 48    | 23   | INAC Kobe Leonessa |
| 12 | C    | Jun Endō         | 24 maggio 2000 (21 anni)    | 18    | 1    | Tokyo Verdy Beleza |
| 13 | C    | Yuzuho Shiokoshi | 1º novembre 1997 (23 anni)  | 4     | 2    | Urawa Reds         |
| 14 | C    | Yui Hasegawa     | 29 gennaio 1997 (24 anni)   | 47    | 11   | Milan              |
| 15 | A    | Yūka Momiki      | 9 aprile 1996 (25 anni)     | 39    | 14   | OL Reign           |
| 16 | D    | Asato Miyagawa   | 24 febbraio 1998 (23 anni)  | 15    | 0    | Tokyo Verdy Beleza |
| 17 | D    | Nanami Kitamura  | 25 novembre 1999 (21 anni)  | 4     | 0    | Tokyo Verdy Beleza |
| 18 | P    | Ayaka Yamashita  | 29 settembre 1995 (25 anni) | 41    | 0    | Tokyo Verdy Beleza |
| 19 | D    | Shiori Miyake    | 13 ottobre 1995 (25 anni)   | 25    | 0    | INAC Kobe Leonessa |
| 20 | C    | Honoka Hayashi   | 19 maggio 1998 (23 anni)    | 6     | 0    | AIK                |
| 21 | C    | Momoka Kinoshita | 2 marzo 2003 (18 anni)      | 4     | 1    | Tokyo Verdy Beleza |
| 22 | P    | Chika Hirao      | 31 dicembre 1996 (24 anni)  | 2     | 0    | Albirex Niigata    |

### Gran Bretagna
Selezionatrice:  Hege Riise
La lista delle convocate per la Gran Bretagna è stata comunicata ufficialmente il 27 maggio 2021. Il 18 giugno 2021 Karen Bardsley è stata sostituita da Carly Telford causa infortunio.
| N. | Pos. | Giocatore        | Data nascita (età)          | Pres. | Reti | Squadra           |
| -- | ---- | ---------------- | --------------------------- | ----- | ---- | ----------------- |
| 1  | P    | Ellie Roebuck    | 23 settembre 1999 (21 anni) | 0     | 0    | Manchester City   |
| 2  | D    | Lucy Bronze      | 28 ottobre 1991 (29 anni)   | 0     | 0    | Manchester City   |
| 3  | D    | Demi Stokes      | 12 dicembre 1991 (29 anni)  | 0     | 0    | Manchester City   |
| 4  | C    | Keira Walsh      | 8 aprile 1997 (24 anni)     | 0     | 0    | Manchester City   |
| 5  | D    | Steph Houghton   | 23 aprile 1988 (33 anni)    | 5     | 3    | Manchester City   |
| 6  | C    | Sophie Ingle     | 2 settembre 1991 (29 anni)  | 0     | 0    | Chelsea           |
| 7  | A    | Nikita Parris    | 10 marzo 1994 (27 anni)     | 0     | 0    | Olympique Lione   |
| 8  | C    | Kim Little       | 29 giugno 1990 (31 anni)    | 5     | 0    | Arsenal           |
| 9  | A    | Ellen White      | 9 maggio 1989 (32 anni)     | 4     | 0    | Manchester City   |
| 10 | A    | Fran Kirby       | 29 giugno 1993 (28 anni)    | 0     | 0    | Chelsea           |
| 11 | C    | Caroline Weir    | 20 giugno 1995 (26 anni)    | 0     | 0    | Manchester City   |
| 12 | D    | Rachel Daly      | 6 dicembre 1991 (29 anni)   | 0     | 0    | Houston Dash      |
| 13 | P    | Carly Telford    | 7 luglio 1987 (34 anni)     | 0     | 0    | Chelsea           |
| 14 | D    | Millie Bright    | 21 agosto 1993 (27 anni)    | 0     | 0    | Chelsea           |
| 15 | A    | Lauren Hemp      | 7 agosto 2000 (20 anni)     | 0     | 0    | Manchester City   |
| 16 | D    | Leah Williamson  | 29 marzo 1997 (24 anni)     | 0     | 0    | Arsenal           |
| 17 | A    | Georgia Stanway  | 3 gennaio 1999 (22 anni)    | 0     | 0    | Manchester City   |
| 18 | C    | Jill Scott       | 2 febbraio 1987 (34 anni)   | 5     | 1    | Manchester City   |
| 19 | A    | Niamh Charles    | 21 giugno 1999 (22 anni)    | 0     | 0    | Chelsea           |
| 20 | A    | Ella Toone       | 2 settembre 1999 (21 anni)  | 0     | 0    | Manchester United |
| 21 | D    | Lotte Wubben-Moy | 11 gennaio 1999 (22 anni)   | 0     | 0    | Arsenal           |
| 22 | P    | Sandy MacIver    | 18 giugno 1998 (23 anni)    | 0     | 0    | Everton           |

## Gruppo F

### Brasile
La lista delle convocate per il Brasile è stata comunicata ufficialmente il 18 giugno 2021. Il 2 luglio 2021 Adriana è stata sostituita da Angelina causa infortunio.
Selezionatrice:  Pia Sundhage
| N. | Pos. | Giocatore      | Data nascita (età)         | Pres. | Reti | Squadra               |
| -- | ---- | -------------- | -------------------------- | ----- | ---- | --------------------- |
| 1  | P    | Bárbara        | 4 luglio 1988 (33 anni)    | 93    | 0    | Avaí/Kindermann       |
| 2  | D    | Poliana        | 6 febbraio 1991 (30 anni)  | 63    | 5    | Corinthians           |
| 3  | D    | Érika          | 4 febbraio 1988 (33 anni)  | 99    | 8    | Corinthians           |
| 4  | D    | Rafaelle       | 18 giugno 1991 (30 anni)   | 58    | 8    | Palmeiras             |
| 5  | C    | Julia Bianchi  | 7 ottobre 1997 (23 anni)   | 5     | 2    | Palmeiras             |
| 6  | D    | Tamires        | 10 ottobre 1987 (33 anni)  | 91    | 5    | Corinthians           |
| 7  | C    | Duda           | 18 luglio 1995 (26 anni)   | 3     | 1    | San Paolo             |
| 8  | C    | Formiga        | 3 marzo 1978 (43 anni)     | 196   | 67   | San Paolo             |
| 9  | C    | Débinha        | 20 ottobre 1991 (29 anni)  | 87    | 33   | N. Carolina Courage   |
| 10 | C    | Marta          | 19 febbraio 1986 (35 anni) | 151   | 107  | Orlando Pride         |
| 11 | C    | Angelina       | 26 gennaio 2000 (21 anni)  | 0     | 0    | OL Reign              |
| 12 | A    | Ludmila        | 1º dicembre 1994 (26 anni) | 28    | 3    | Atlético Madrid       |
| 13 | D    | Bruna Benites  | 16 ottobre 1985 (35 anni)  | 62    | 9    | Internacional         |
| 14 | D    | Jucinara       | 3 agosto 1993 (27 anni)    | 16    | 0    | Levante               |
| 15 | A    | Geyse          | 27 marzo 1998 (23 anni)    | 33    | 16   | Madrid CFF            |
| 16 | A    | Bia Zaneratto  | 17 dicembre 1993 (27 anni) | 73    | 31   | Palmeiras             |
| 17 | C    | Andressinha    | 1º maggio 1995 (26 anni)   | 76    | 10   | Corinthians           |
| 18 | P    | Letícia        | 13 agosto 1994 (26 anni)   | 66    | 0    | Benfica               |
| 19 | D    | Letícia Santos | 2 dicembre 1994 (26 anni)  | 41    | 0    | Eintracht Francoforte |
| 20 | A    | Giovana        | 21 giugno 2003 (18 anni)   | 2     | 0    | Barcellona            |
| 21 | A    | Andressa Alves | 10 novembre 1991 (29 anni) | 89    | 20   | Roma                  |
| 22 | P    | Aline          | 15 aprile 1989 (32 anni)   | 13    | 0    | Granadilla Tenerife   |

### Cina
Selezionatore: Jia Xiuquan
La lista delle convocate per la Cina è stata comunicata ufficialmente il 7 luglio 2021.
| N. | Pos. | Giocatore     | Data nascita (età)         | Pres. | Reti | Squadra                   |
| -- | ---- | ------------- | -------------------------- | ----- | ---- | ------------------------- |
| 1  | P    | Zhu Yu        | 23 luglio 1997 (23 anni)   | 7     | 0    | Wuhan Jianghan University |
| 2  | D    | Li Mengwen    | 28 marzo 1995 (26 anni)    | 7     | 0    | Jiangsu Ladies            |
| 3  | D    | Lin Yuping    | 28 febbraio 1992 (29 anni) | 17    | 0    | Meizhou Hakka             |
| 4  | C    | Li Qingtong   | 14 aprile 1999 (22 anni)   | 1     | 0    | Meizhou Hakka             |
| 5  | D    | Wu Haiyan     | 26 febbraio 1993 (28 anni) | 120   | 2    | Wuhan Jianghan University |
| 6  | C    | Zhang Xin     | 23 maggio 1991 (30 anni)   | 9     | 2    | Shanghai Shengli          |
| 7  | C    | Wang Shuang   | 23 gennaio 1995 (26 anni)  | 106   | 29   | Wuhan Jianghan University |
| 8  | C    | Wang Yan      | 22 agosto 1991 (29 anni)   | 30    | 0    | Beijing Phoenix           |
| 9  | C    | Miao Siwen    | 24 gennaio 1995 (26 anni)  | 1     | 0    | Shanghai Shengli          |
| 10 | C    | Wang Yanwen   | 27 marzo 1999 (22 anni)    | 0     | 0    | Beijing Phoenix           |
| 11 | A    | Wang Shanshan | 27 gennaio 1990 (31 anni)  | 136   | 52   | Tianjin Shengde           |
| 12 | P    | Peng Shimeng  | 12 maggio 1998 (23 anni)   | 30    | 0    | Jiangsu Ladies            |
| 13 | C    | Yang Lina     | 13 aprile 1994 (27 anni)   | 19    | 2    | Shanghai Shengli          |
| 14 | C    | Liu Jing      | 28 aprile 1998 (23 anni)   | 0     | 0    | Changchun Dazhong Zhuoyue |
| 15 | A    | Yang Man      | 2 novembre 1995 (25 anni)  | 16    | 3    | Shandong Sports Lottery   |
| 16 | D    | Wang Xiaoxue  | 20 ottobre 1994 (26 anni)  | 2     | 0    | Jiangsu Ladies            |
| 17 | D    | Luo Guiping   | 20 aprile 1993 (28 anni)   | 8     | 0    | Meizhou Hakka             |
| 18 | A    | Wurigumula    | 26 agosto 1996 (24 anni)   | 0     | 0    | Changchun Dazhong Zhuoyue |
| 19 | C    | Wang Ying     | 18 novembre 1997 (23 anni) | 3     | 0    | Wuhan Jianghan University |
| 20 | A    | Xiao Yuyi     | 10 gennaio 1996 (25 anni)  | 30    | 4    | Shanghai Shengli          |
| 21 | C    | Chen Qiaozhu  | 8 settembre 1999 (21 anni) | 0     | 0    | Meizhou Hakka             |
| 22 | P    | Ding Xuan     | 11 febbraio 1989 (32 anni) | 0     | 0    | Shanghai Shengli          |

### Paesi Bassi
Selezionatrice: Sarina Wiegman
La lista delle convocate per i Paesi Bassi è stata comunicata ufficialmente il 16 giugno 2021.
| N. | Pos. | Giocatore              | Data nascita (età)         | Pres. | Reti | Squadra           |
| -- | ---- | ---------------------- | -------------------------- | ----- | ---- | ----------------- |
| 1  | P    | Sari van Veenendaal    | 3 aprile 1990 (31 anni)    | 74    | 0    | PSV               |
| 2  | D    | Lynn Wilms             | 10 marzo 2000 (21 anni)    | 12    | 1    | Twente            |
| 3  | D    | Stefanie van der Gragt | 16 agosto 1992 (28 anni)   | 75    | 10   | Ajax              |
| 4  | D    | Aniek Nouwen           | 9 marzo 1999 (22 anni)     | 16    | 0    | PSV               |
| 5  | D    | Merel van Dongen       | 11 febbraio 1993 (28 anni) | 51    | 1    | Atlético Madrid   |
| 6  | C    | Jill Roord             | 22 aprile 1997 (24 anni)   | 64    | 11   | Arsenal           |
| 7  | A    | Shanice van de Sanden  | 2 ottobre 1992 (28 anni)   | 85    | 19   | Wolfsburg         |
| 8  | A    | Joëlle Smits           | 7 febbraio 2000 (21 anni)  | 4     | 0    | PSV               |
| 9  | A    | Vivianne Miedema       | 15 luglio 1996 (25 anni)   | 96    | 73   | Arsenal           |
| 10 | C    | Daniëlle van de Donk   | 5 agosto 1991 (29 anni)    | 114   | 28   | Arsenal           |
| 11 | A    | Lieke Martens          | 16 dicembre 1992 (28 anni) | 123   | 49   | Barcellona        |
| 12 | D    | Sisca Folkertsma       | 21 maggio 1997 (24 anni)   | 12    | 0    | Twente            |
| 13 | C    | Victoria Pelova        | 3 giugno 1999 (22 anni)    | 11    | 0    | Ajax              |
| 14 | C    | Jackie Groenen         | 17 dicembre 1994 (26 anni) | 71    | 7    | Manchester United |
| 15 | D    | Kika van Es            | 11 ottobre 1991 (29 anni)  | 70    | 0    | Twente            |
| 16 | P    | Lize Kop               | 17 marzo 1998 (23 anni)    | 6     | 0    | Ajax              |
| 17 | D    | Dominique Janssen      | 17 gennaio 1995 (26 anni)  | 71    | 2    | Wolfsburg         |
| 18 | A    | Lineth Beerensteyn     | 11 ottobre 1996 (24 anni)  | 66    | 12   | Bayern Monaco     |
| 19 | A    | Renate Jansen          | 7 dicembre 1990 (30 anni)  | 48    | 4    | Twente            |
| 20 | C    | Inessa Kaagman         | 17 aprile 1996 (25 anni)   | 11    | 0    | Brighton & Hove   |
| 21 | D    | Anouk Dekker           | 15 novembre 1986 (34 anni) | 86    | 7    | Montpellier       |
| 22 | P    | Loes Geurts            | 12 gennaio 1986 (35 anni)  | 125   | 0    | Häcken            |

### Zambia
Selezionatore: Bruce Mwape
La lista delle convocate per lo Zambia è stata comunicata ufficialmente il 2 luglio 2021.
| N. | Pos. | Giocatore              | Data nascita (età)          | Pres. | Reti | Squadra            |
| -- | ---- | ---------------------- | --------------------------- | ----- | ---- | ------------------ |
| 1  | P    | Catherine Musonda      | 20 febbraio 1998 (23 anni)  |       |      | Indeni Roses       |
| 2  | D    | Fikile Khosa           | 24 luglio 1996 (24 anni)    |       |      | Red Arrows         |
| 3  | D    | Lushomo Mweemba        | 10 aprile 2001 (20 anni)    |       |      | Green Buffaloes    |
| 4  | D    | Esther Siamfuko        | 8 agosto 2004 (16 anni)     |       |      | Queens Academy     |
| 5  | D    | Anita Mulenga          | 3 maggio 1995 (26 anni)     |       |      | Green Buffaloes    |
| 6  | C    | Mary Wilombe           | 22 settembre 1997 (23 anni) |       |      | Red Arrows         |
| 7  | A    | Ochumba Oseke Lubandji | 1º luglio 2001 (20 anni)    |       |      | Red Arrows         |
| 8  | D    | Margaret Belemu        | 24 febbraio 1997 (24 anni)  |       |      | Red Arrows         |
| 9  | A    | Hellen Mubanga         | 23 maggio 1995 (26 anni)    |       |      | Saragozza          |
| 10 | A    | Grace Chanda           | 11 giugno 1997 (24 anni)    |       |      | Red Arrows         |
| 11 | A    | Barbara Banda          | 20 marzo 2000 (21 anni)     |       |      | Shanghai Shengli   |
| 12 | C    | Avell Chitundu         | 30 luglio 1997 (23 anni)    |       |      | ZESCO United       |
| 13 | D    | Martha Tembo           | 8 marzo 1998 (23 anni)      |       |      | Green Buffaloes    |
| 14 | C    | Ireen Lungu            | 6 ottobre 1997 (23 anni)    |       |      | Green Buffaloes    |
| 15 | D    | Agness Musase          | 11 luglio 1997 (24 anni)    |       |      | Green Buffaloes    |
| 16 | P    | Hazel Nali             | 4 aprile 1998 (23 anni)     |       |      | Hapoel Be'er Sheva |
| 17 | A    | Racheal Kundananji     | 3 giugno 2000 (21 anni)     |       |      | BIIK Kazygurt      |
| 18 | D    | Vast Phiri             | 3 febbraio 1996 (25 anni)   |       |      | ZESCO United       |
| 19 | C    | Evarine Susan Katongo  | 29 dicembre 2002 (18 anni)  |       |      | ZISD Queens        |
| 20 | C    | Esther Mukwasa         | 24 ottobre 1996 (24 anni)   |       |      | Indeni Roses       |
| 21 | C    | Hellen Chanda          | 19 giugno 1998 (23 anni)    |       |      | Red Arrows         |
| 22 | P    | Ngambo Musole          | 23 giugno 1998 (23 anni)    |       |      | ZESCO United       |

## Gruppo G

### Australia
Selezionatore:  Tony Gustavsson
La lista delle convocate per l'Australia è stata comunicata ufficialmente il 30 giugno 2021.
| N. | Pos. | Giocatore            | Data nascita (età)          | Pres. | Reti | Squadra           |
| -- | ---- | -------------------- | --------------------------- | ----- | ---- | ----------------- |
| 1  | P    | Lydia Williams       | 13 maggio 1988 (33 anni)    | 90    | 0    | Arsenal           |
| 2  | A    | Samantha Kerr        | 10 settembre 1993 (27 anni) | 93    | 42   | Chelsea           |
| 3  | C    | Kyra Cooney-Cross    | 15 febbraio 2002 (19 anni)  | 3     | 0    | Melbourne Victory |
| 4  | D    | Clare Polkinghorne   | 1º febbraio 1989 (32 anni)  | 129   | 11   | Vittsjö GIK       |
| 5  | D    | Aivi Luik            | 18 marzo 1985 (36 anni)     | 30    | 0    | Siviglia          |
| 6  | C    | Chloe Logarzo        | 22 dicembre 1994 (26 anni)  | 49    | 8    | Kansas City NWSL  |
| 7  | D    | Stephanie Catley     | 26 gennaio 1994 (27 anni)   | 85    | 3    | Arsenal           |
| 8  | C    | Elise Kellond-Knight | 10 agosto 1990 (30 anni)    | 113   | 2    | Hammarby          |
| 9  | A    | Caitlin Foord        | 11 novembre 1994 (26 anni)  | 87    | 20   | Arsenal           |
| 10 | C    | Emily van Egmond     | 12 luglio 1993 (28 anni)    | 102   | 23   | West Ham          |
| 11 | A    | Mary Fowler          | 14 febbraio 2003 (18 anni)  | 9     | 1    | Montpellier       |
| 12 | D    | Ellie Carpenter      | 28 aprile 2000 (21 anni)    | 45    | 1    | Olympique Lione   |
| 13 | C    | Tameka Yallop        | 16 giugno 1991 (30 anni)    | 90    | 10   | Brisbane Roar     |
| 14 | D    | Alanna Kennedy       | 21 gennaio 1995 (26 anni)   | 92    | 7    | Tottenham         |
| 15 | A    | Emily Gielnik        | 13 maggio 1992 (29 anni)    | 42    | 10   | Vittsjö GIK       |
| 16 | A    | Hayley Raso          | 5 settembre 1994 (26 anni)  | 51    | 6    | Everton           |
| 17 | A    | Kyah Simon           | 25 giugno 1991 (30 anni)    | 95    | 26   | PSV               |
| 18 | P    | Teagan Micah         | 20 ottobre 1997 (23 anni)   | 2     | 0    | Sandviken         |
| 19 | D    | Courtney Nevin       | 12 febbraio 2002 (19 anni)  | 2     | 0    | West. Sydney W.   |
| 20 | D    | Charlotte Grant      | 12 settembre 2001 (19 anni) | 0     | 0    | Rosengård         |
| 21 | D    | Laura Brock          | 28 novembre 1989 (31 anni)  | 63    | 2    | Guingamp          |
| 22 | P    | Mackenzie Arnold     | 25 febbraio 1994 (27 anni)  | 26    | 0    | West Ham          |

### Nuova Zelanda
Selezionatore:  Tom Sermanni
La lista delle convocate per la Nuova Zelanda è stata comunicata ufficialmente il 25 giugno 2021.
| N. | Pos. | Giocatore            | Data nascita (età)          | Pres. | Reti | Squadra             |
| -- | ---- | -------------------- | --------------------------- | ----- | ---- | ------------------- |
| 1  | P    | Erin Nayler          | 17 aprile 1992 (29 anni)    | 71    | 0    | svincolata          |
| 2  | C    | Ria Percival         | 7 dicembre 1989 (31 anni)   | 150   | 14   | Tottenham           |
| 3  | D    | Anna Green           | 20 agosto 1990 (30 anni)    | 77    | 7    | Lower Hutt City     |
| 4  | D    | CJ Bott              | 22 aprile 1995 (26 anni)    | 24    | 1    | Vålerenga           |
| 5  | D    | Meikayla Moore       | 4 giugno 1996 (25 anni)     | 41    | 3    | Liverpool           |
| 6  | D    | Claudia Bunge        | 21 settembre 1999 (21 anni) | 4     | 0    | Melbourne Victory   |
| 7  | D    | Ali Riley            | 30 ottobre 1987 (33 anni)   | 134   | 1    | Orlando Pride       |
| 8  | D    | Abby Erceg           | 20 novembre 1989 (31 anni)  | 141   | 6    | N. Carolina Courage |
| 9  | A    | Gabi Rennie          | 7 luglio 2001 (20 anni)     | 0     | 0    | Indiana Hoosiers    |
| 10 | C    | Annalie Longo        | 1º luglio 1991 (30 anni)    | 123   | 15   | Melbourne Victory   |
| 11 | C    | Olivia Chance        | 5 ottobre 1993 (27 anni)    | 20    | 1    | Brisbane Roar       |
| 12 | C    | Betsy Hassett        | 4 agosto 1990 (30 anni)     | 119   | 13   | Stjarnan            |
| 13 | A    | Paige Satchell       | 13 aprile 1998 (23 anni)    | 18    | 1    | FFDP                |
| 14 | C    | Katie Bowen          | 15 aprile 1994 (27 anni)    | 70    | 3    | Kansas City NWSL    |
| 15 | C    | Daisy Cleverley      | 30 aprile 1997 (24 anni)    | 9     | 2    | Georgetown Hoyas    |
| 16 | C    | Emma Rolston         | 10 novembre 1996 (24 anni)  | 5     | 6    | Arna-Bjørnar        |
| 17 | A    | Hannah Wilkinson     | 28 maggio 1992 (29 anni)    | 97    | 26   | svincolata          |
| 18 | P    | Anna Leat            | 26 maggio 1999 (22 anni)    | 4     | 0    | FFDP                |
| 19 | D    | Elizabeth Anton      | 12 dicembre 1998 (22 anni)  | 5     | 0    | FFDP                |
| 20 | D    | Marissa van der Meer | 9 gennaio 1999 (22 anni)    | 0     | 0    | FFDP                |
| 21 | A    | Michaela Robertson   | 28 agosto 1996 (24 anni)    | 0     | 0    | Lower Hutt City     |
| 22 | P    | Victoria Esson       | 6 marzo 1991 (30 anni)      | 3     | 0    | Avaldsnes           |

### Stati Uniti
Selezionatore:  Vlatko Andonovski
La lista delle convocate per gli Stati Uniti è stata comunicata ufficialmente il 23 giugno 2021.
| N. | Pos. | Giocatore        | Data nascita (età)          | Pres. | Reti | Squadra             |
| -- | ---- | ---------------- | --------------------------- | ----- | ---- | ------------------- |
| 1  | P    | Alyssa Naeher    | 20 aprile 1988 (31 anni)    | 73    | 0    | Chicago Red Stars   |
| 2  | D    | Crystal Dunn     | 3 luglio 1992 (27 anni)     | 116   | 24   | Portland Thorns     |
| 3  | C    | Samantha Mewis   | 9 ottobre 1992 (26 anni)    | 77    | 23   | N. Carolina Courage |
| 4  | D    | Becky Sauerbrunn | 6 giugno 1985 (34 anni)     | 188   | 0    | Portland Thorns     |
| 5  | D    | Kelley O'Hara    | 4 agosto 1988 (30 anni)     | 140   | 2    | Washington Spirit   |
| 6  | C    | Kristie Mewis    | 25 febbraio 1991 (28 anni)  | 26    | 4    | Houston Dash        |
| 7  | A    | Tobin Heath      | 29 maggio 1988 (31 anni)    | 171   | 35   | Manchester United   |
| 8  | C    | Julie Ertz       | 6 aprile 1992 (27 anni)     | 110   | 20   | Chicago Red Stars   |
| 9  | C    | Lindsey Horan    | 26 maggio 1994 (25 anni)    | 98    | 22   | Portland Thorns     |
| 10 | A    | Carli Lloyd      | 16 luglio 1982 (36 anni)    | 306   | 126  | NJ/NY Gotham        |
| 11 | A    | Christen Press   | 29 dicembre 1988 (30 anni)  | 149   | 63   | Manchester United   |
| 12 | D    | Tierna Davidson  | 19 settembre 1998 (20 anni) | 34    | 1    | Chicago Red Stars   |
| 13 | A    | Alex Morgan      | 2 luglio 1989 (30 anni)     | 180   | 110  | Orlando Pride       |
| 14 | D    | Emily Sonnett    | 25 novembre 1993 (25 anni)  | 66    | 0    | Washington Spirit   |
| 15 | A    | Megan Rapinoe    | 5 luglio 1985 (34 anni)     | 179   | 59   | OL Reign            |
| 16 | C    | Rose Lavelle     | 14 maggio 1995 (24 anni)    | 56    | 14   | OL Reign            |
| 17 | D    | Abby Dahlkemper  | 13 maggio 1993 (26 anni)    | 71    | 0    | Manchester City     |
| 18 | P    | Adrianna Franch  | 12 novembre 1990 (28 anni)  | 6     | 0    | Portland Thorns     |
| 19 | C    | Catarina Macario | 4 ottobre 1999 (19 anni)    | 7     | 1    | Olympique Lione     |
| 20 | D    | Casey Krueger    | 23 agosto 1990 (28 anni)    | 34    | 0    | Chicago Red Stars   |
| 21 | A    | Lynn Williams    | 21 maggio 1993 (26 anni)    | 37    | 11   | N. Carolina Courage |
| 22 | P    | Jane Campbell    | 17 febbraio 1995 (24 anni)  | 5     | 0    | Houston Dash        |

### Svezia
Selezionatore: Peter Gerhardsson
La lista delle convocate per la Svezia è stata comunicata ufficialmente il 29 giugno 2021.
| N. | Pos. | Giocatore          | Data nascita (età)          | Pres. | Reti | Squadra           |
| -- | ---- | ------------------ | --------------------------- | ----- | ---- | ----------------- |
| 1  | P    | Hedvig Lindahl     | 29 aprile 1983 (38 anni)    | 172   | 0    | Atlético Madrid   |
| 2  | D    | Jonna Andersson    | 2 gennaio 1993 (28 anni)    | 56    | 1    | Chelsea           |
| 3  | D    | Emma Kullberg      | 25 settembre 1991 (29 anni) | 6     | 0    | Häcken            |
| 4  | D    | Hanna Glas         | 17 settembre 1992 (28 anni) | 42    | 0    | Bayern Monaco     |
| 5  | C    | Hanna Bennison     | 16 ottobre 2002 (18 anni)   | 8     | 0    | Rosengård         |
| 6  | D    | Magdalena Eriksson | 8 settembre 1993 (27 anni)  | 70    | 8    | Chelsea           |
| 7  | A    | Madelen Janogy     | 12 novembre 1995 (25 anni)  | 17    | 4    | Hammarby          |
| 8  | A    | Lina Hurtig        | 15 settembre 1995 (25 anni) | 38    | 12   | Juventus          |
| 9  | A    | Kosovare Asllani   | 29 luglio 1989 (31 anni)    | 148   | 38   | Real Madrid       |
| 10 | A    | Sofia Jakobsson    | 23 aprile 1990 (31 anni)    | 123   | 23   | Bayern Monaco     |
| 11 | A    | Stina Blackstenius | 5 febbraio 1996 (25 anni)   | 64    | 17   | Häcken            |
| 12 | P    | Jennifer Falk      | 26 aprile 1993 (28 anni)    | 8     | 0    | Häcken            |
| 13 | D    | Amanda Ilestedt    | 25 gennaio 1993 (28 anni)   | 41    | 4    | Bayern Monaco     |
| 14 | D    | Nathalie Björn     | 4 maggio 1997 (24 anni)     | 26    | 4    | Rosengård         |
| 15 | C    | Olivia Schough     | 11 marzo 1991 (30 anni)     | 83    | 11   | Rosengård         |
| 16 | C    | Filippa Angeldahl  | 29 luglio 1989 (31 anni)    | 11    | 4    | Häcken            |
| 17 | C    | Caroline Seger     | 19 marzo 1985 (36 anni)     | 215   | 29   | Rosengård         |
| 18 | A    | Fridolina Rolfö    | 24 novembre 1993 (27 anni)  | 50    | 14   | Wolfsburg         |
| 19 | A    | Anna Anvegård      | 10 maggio 1997 (24 anni)    | 19    | 8    | Rosengård         |
| 20 | C    | Julia Roddar       | 16 febbraio 1992 (29 anni)  | 9     | 0    | Washington Spirit |
| 21 | A    | Rebecka Blomqvist  | 24 luglio 1997 (23 anni)    | 8     | 1    | Wolfsburg         |
| 22 | P    | Zećira Mušović     | 26 maggio 1996 (25 anni)    | 5     | 0    | Chelsea           |